# التاگین
التاگین (به فرانسوی: Altagène) یک کمون در فرانسه است که در Canton of Tallano-Scopamène واقع شده‌است.

## خصوصیات
التاگین ۴٫۷۷ کیلومترمربع مساحت و ۵۲ نفر جمعیت دارد و ۶۰۰ متر بالاتر از سطح دریا واقع شده‌است.

## نگارخانه

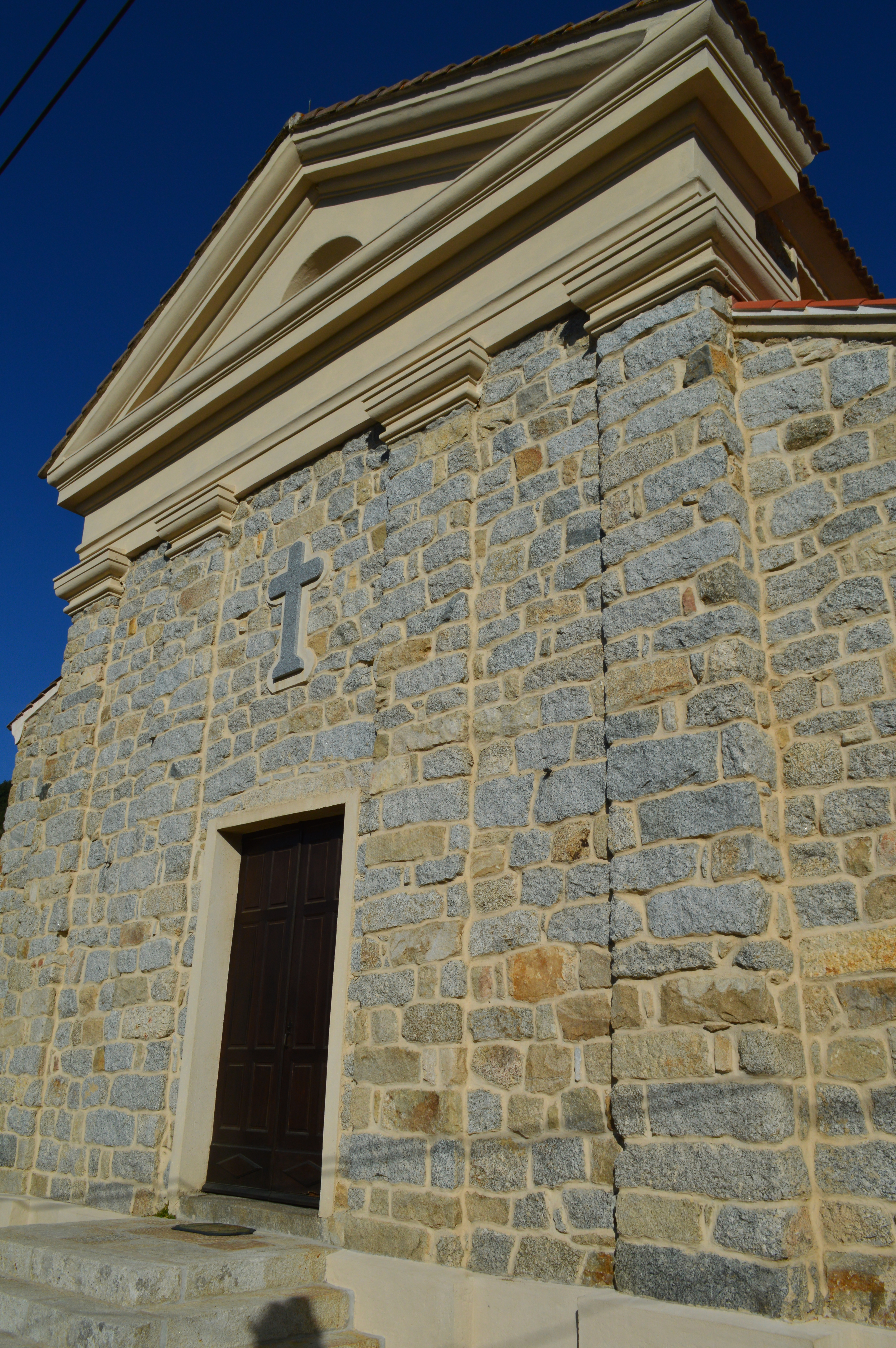
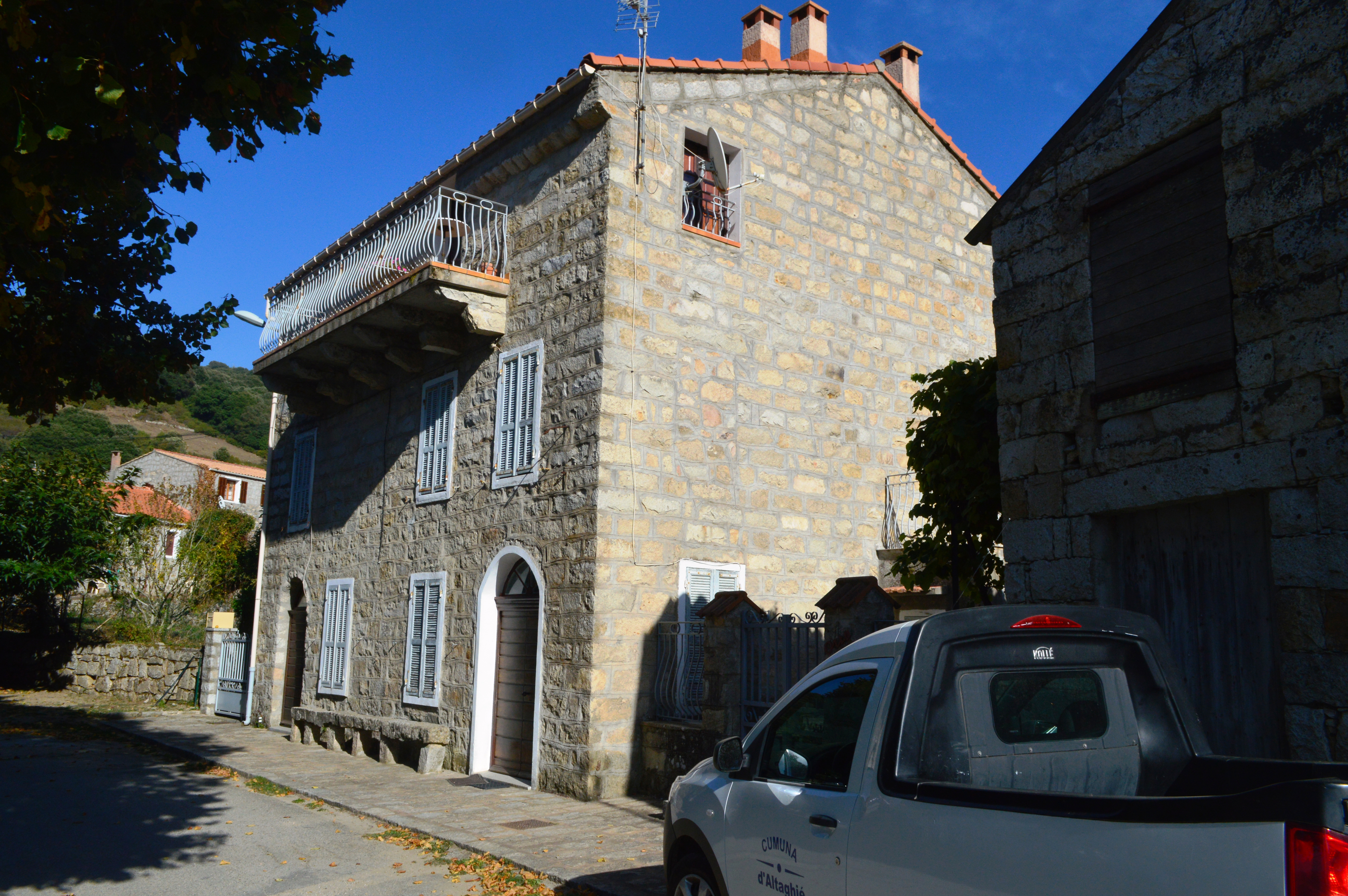
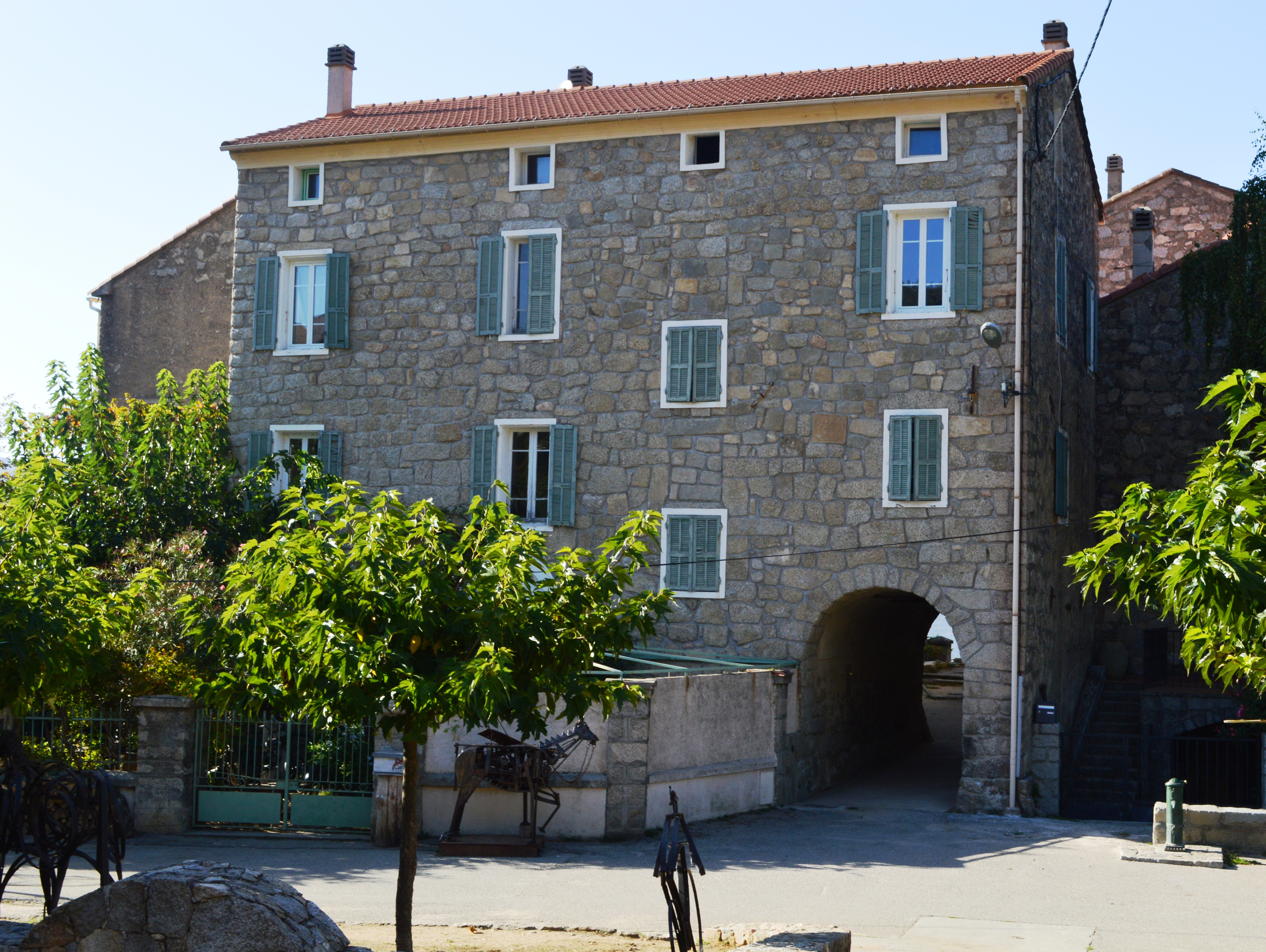
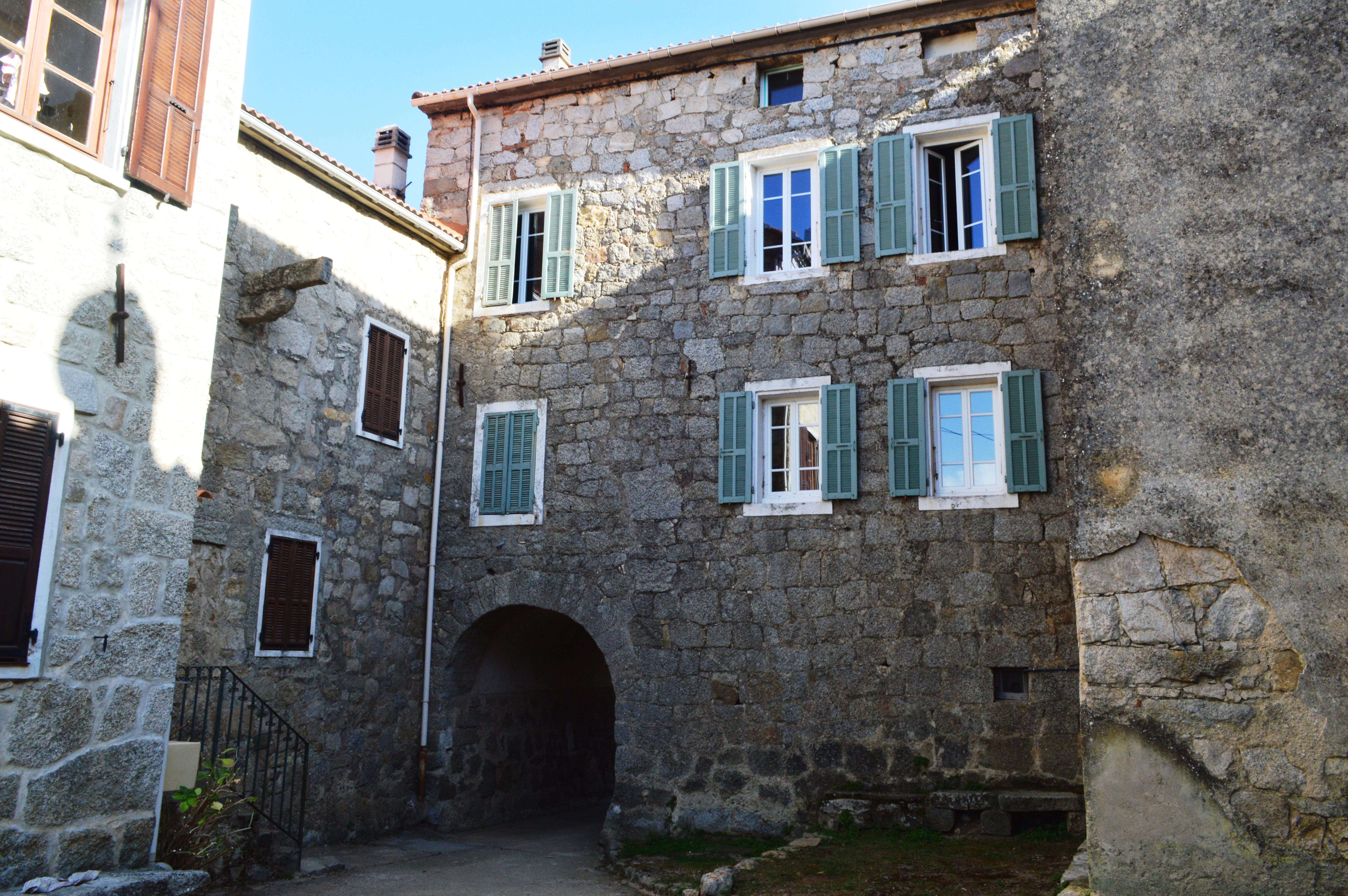
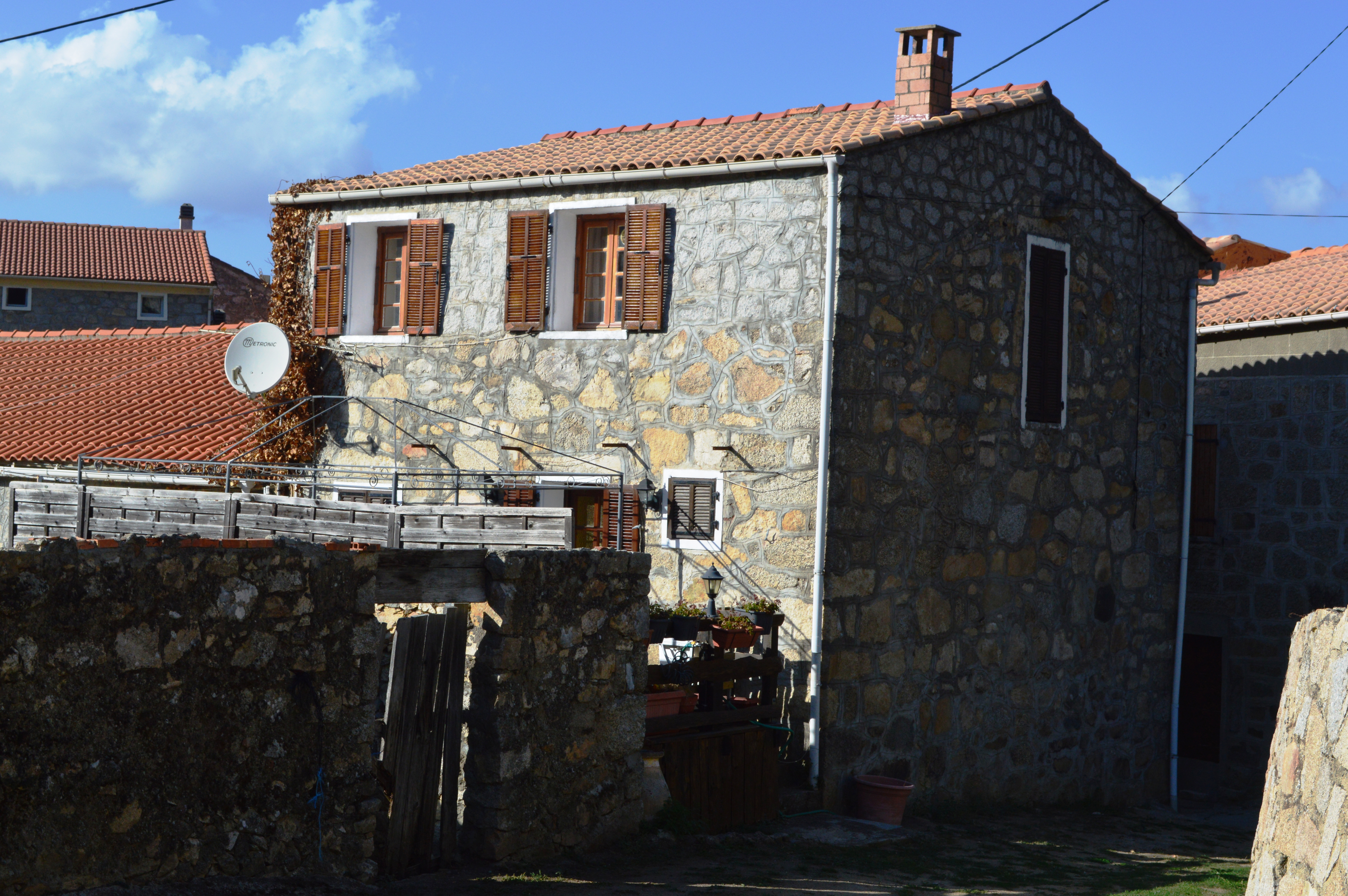
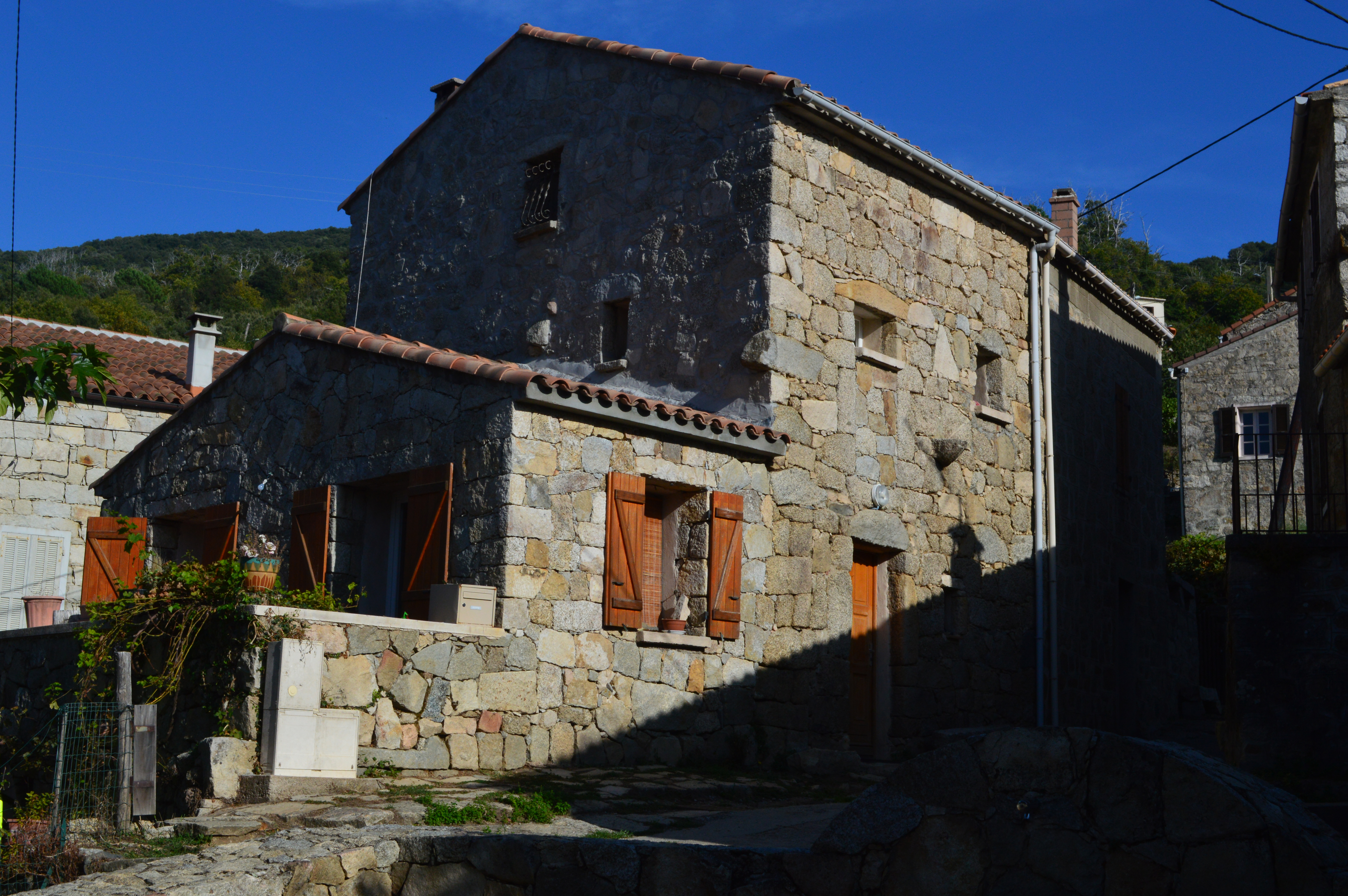
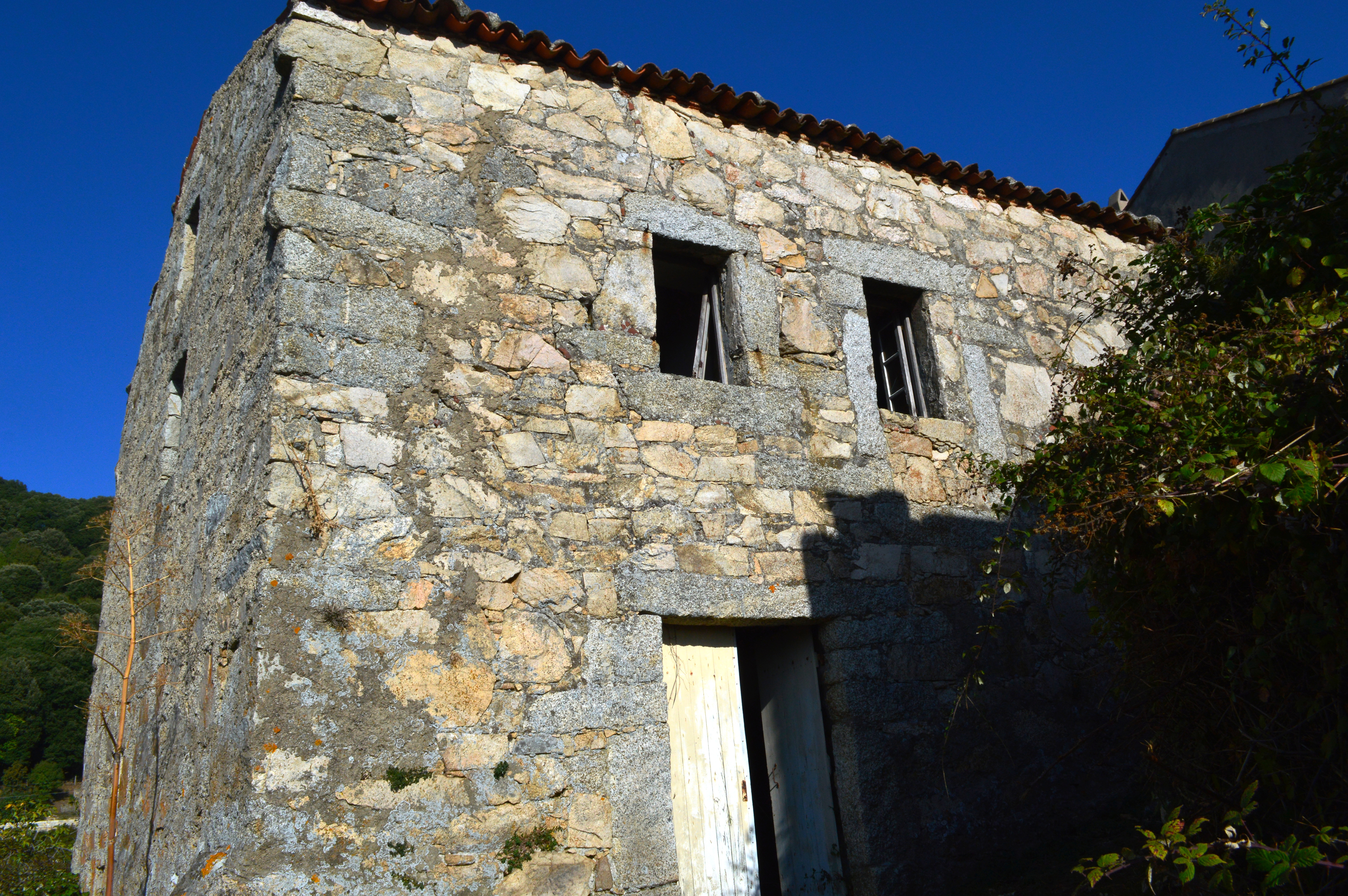
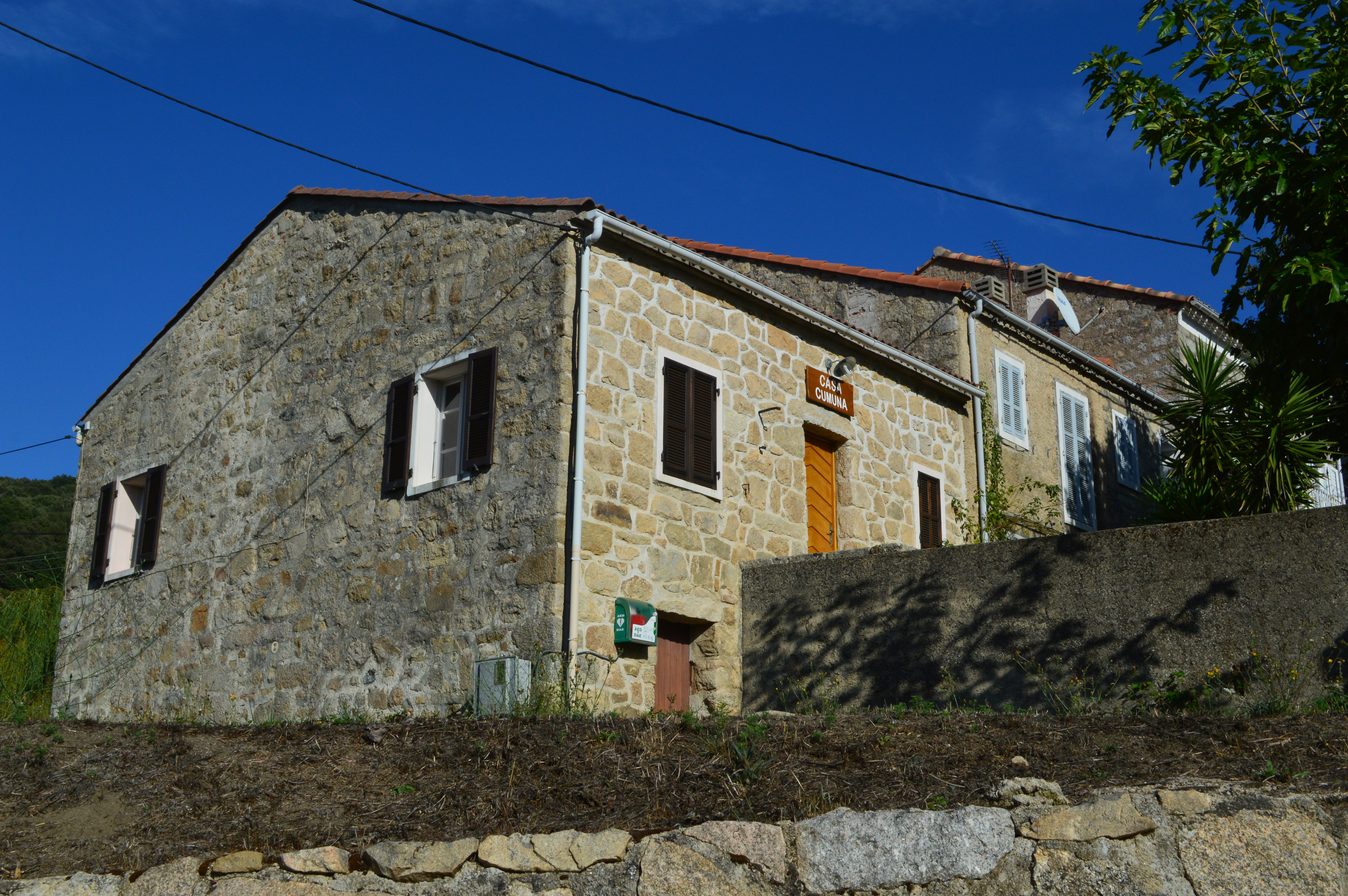